# NGC 7336
NGC 7336 est une galaxie spirale intermédiaire relativement éloignée, située dans la constellation de Pégase. Sa vitesse par rapport au fond diffus cosmologique est de 8 474 ± 23 km/s, ce qui correspond à une distance de Hubble de 125,0 ± 8,8 Mpc (∼408 millions d'al). NGC 7336 a été découverte par le physicien irlandais George Stoney en 1849.
Dans le ciel terrestre, NGC 7336 apparaît proche de la galaxie spirale NGC 7331, au même titre que d'autres objets célestes figurants dans le catalogue NGC. La distance de Hubble de NGC 7331 est égale à 7,23 ± 0,61 Mpc (∼23,6 millions d'al), ce qui signifie qu'elle est bien plus rapprochée de nous que ne le sont NGC 7336 et ses voisines dix fois plus éloignées. Ce regroupement visuel de galaxies  est connu chez les anglophones sous le nom de Deer Lick Group,.

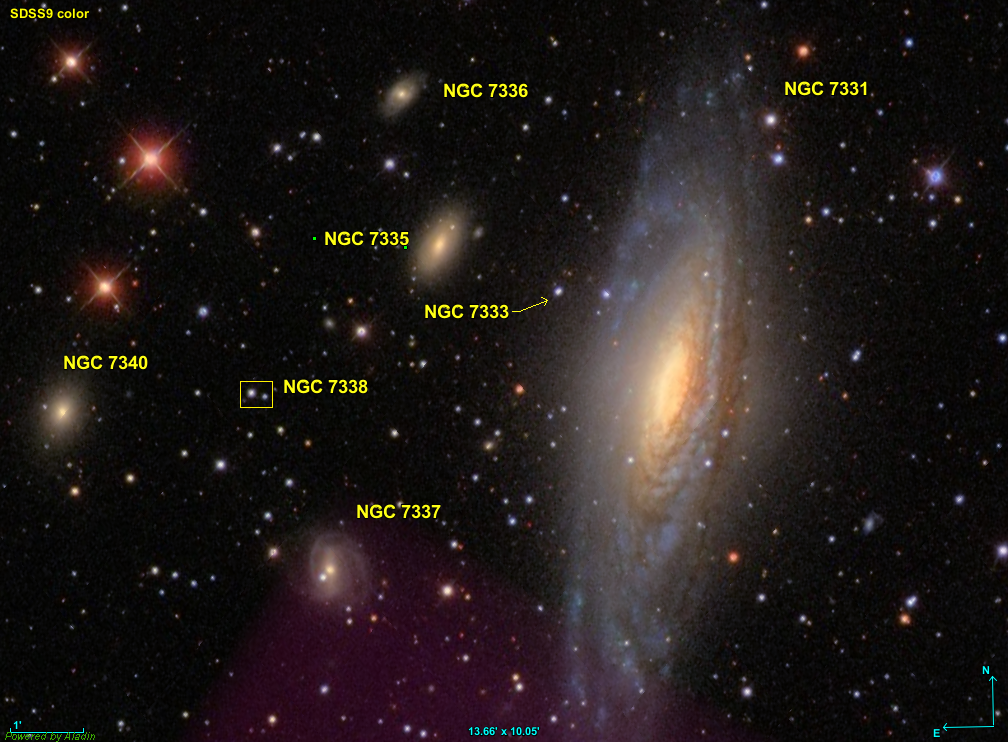
Image légendée du Deer Lick Group (image SDSS).